# Predrag Stojaković
Predrag "Peđa" Stojaković (Slavonska Požega, 9. lipnja 1977.) srbijanski je profesionalni košarkaš. Igra na poziciji niskog krila, kao član NBA momčadi Dallas Mavericksa. Izabrali su ga Sacramento Kingsi u 1. krugu (14. ukupno) NBA drafta 1996. godine.

## Profesionalna karijera

### Crvena zvezda
Stojaković je rođen u Požegi, kao sin Miodraga i Branke Stojaković. Košarku je počeo igrati u košarkaškom klubu Papuk iz Velike. Za vrijeme Domovinskoga rata, Stojaković, zajedno s obitelji, odlazi u Beograd. Po dolasku u Beograd počinje igrati za KK Crvena zvezda. U sezoni 1992./93., Stojaković dovodi momčad do titule srbijanskog prvenstva.

### PAOK Solun B.C.
Nakon dolaska u PAOK, 1993. godine, Stojaković dobiva grčko državljanstvo, dobivši grčko prezime Kinis. U PAOK-u se zadržao četiri sezone, a jedan od njegovih najpoznatijih koševa, u dresu PAOK-a, zbio se tijekom polufinala grčkog prvenstva, protiv Olympiacosa. Nekoliko sekundi prije kraja utakmice, Stojaković je pogodio tricu sa zvukom sirene te je svoju momčad odveo do finala prvenstva, čime je prekinuo Olympiacosov peterostruki niz osvajanja grčkog prvenstva. U posljednjoj sezoni u dresu PAOK-a, prosječno je postizao 23,9 poena, 4,9 skokova, 2,5 asistencija i 1,2 ukradene lopte po utakmici.

### Sacramento Kings
Iako je izabran kao 14. izbor NBA drafta 1996. od strane Sacramento Kingsa, Stojaković se Kingsima pridružio tek u, skraćenoj, sezoni 1998./99. Te sezone, ulazivši s klupe, Stojaković je prosječno postizao 8.4 poena i 3 skoka po utakmici te je ponajviše korišten u rotaciji. Nakon još jedne solidne sezone, Stojaković u sezoni 2000./01. postaje startno nisko krilo momčadi. Prosječno je postizao 20.4 poena i 5.8 skokova, uz šut za tricu od 40% te završava kao drugi, iza Tracya McGradya, u poretku za igrača koji je najviše napredovao. U sezoni 2001./02., Stojaković je prosječno postizao 21.2 poena i 5.3 skokova po utakmici, uz šut iz igre od 48% i za tricu od 41%, te je, po prvi puta u karijeri, izabran na All-Star utakmicu. Kingsi su te sezone ostvarili najbolji omjer u ligi, 61-21, ali su izgubili u, kontroverznoj, sedmoj utakmici finala Zapada, od Los Angeles Lakersa. U sezoni 2002./03., Stojaković prosječno postiže 19.2 poena po utakmici te biva, po drugi put, izabran na All-Star utakmicu. Uz oba nastupa na All-Star utakmici, Stojaković je osvojio i natjecanje u tricama. Iduće sezone, Stojaković prosječno postiže 24.2 poena i, kao drugi strijelac lige, ponovno ostvaruje nastup na All-Star utakmici. Također, te sezone, završio je kao četvrti u poretku za najkorisnijeg igrača lige te je izabran u All-NBA drugu petorku. U sezoni 2004./05., Stojaković zbog ozljede propušta 16 utakmica, ali ipak uspijeva ostvariti prosjek od 20.1 poena po utakmici.

### Indiana Pacers
25. siječnja 2006., Stojaković je mijenjan u Indiana Pacerse u zamjenu za Rona Artesta te se u dresu Pacersa zadržao do kraja sezone. 

### New Orleans Hornets
Na dan drafta 2006. godine, Stojaković je mijenjan u New Orleans/Oklahoma City Hornetse. Dana 14. studenog 2006. Stojaković je, u utakmici s Charlotte Bobcatsima, postigao učinak karijere od 42 poena te je postao prvi igrač u NBA povijesti koji je, na početku utakmice, postigao 20 uzastopnih poena za svoju momčad. Zbog problema s ozljedama, Stojaković je propustio većinu sezone 2006./07.

### Toronto Raptors
20. studenog 2010. Stojaković je mijenjan, zajedno s Jerrydom Baylessom i novcem, u Toronto Raptorse u zamjenu za Jarretta Jacka, Marcusa Banksa i Davida Andersena.

### Dallas Mavericks
24. siječnja 2011. Stojaković je, kao slobodan igrač, potpisao ugovor s Dallas Mavericksima.

## Reprezentacija
Kao član srpske košarkaške reprezentacije, Stojaković je osvojio zlatnu medalju na Europskom prvenstvu u Turskoj 2001. godine te je za svoje sjajne nastupe nagrađen nagradom za najkorisnijeg igrača natjecanja i proglašenjem u momčad natjecanja. Također, osvojio je i zlatnu medalju na Svjetskom prvenstvu u Indianapolisu 2002. te brončanu medalju na Europskom prvenstvu u Francuskoj 1999. godine.

## NBA statistika

### Regularni dio
| Godina    | Klub               | Odig. uta. | Uta. poč. | Min.      | 2P%       | 3P%       | Sl. bac.% | Skok.   | Asist.  | Ukr. lop. | Blok. | Poena     |
| --------- | ------------------ | ---------- | --------- | --------- | --------- | --------- | --------- | ------- | ------- | --------- | ----- | --------- |
| 1998./99. | Sacramento         | 48         | 1         | 21.4      | .378      | .320      | .851      | 3.0     | 1.5     | .9        | .2    | 8.4       |
| 1999./00. | Sacramento         | 74         | 11        | 23.6      | .448      | .375      | .882      | 3.7     | 1.4     | .7        | .1    | 11.9      |
| 2000./01. | Sacramento         | 75         | 75        | 38.7      | .470      | .400      | .856      | 5.8     | 2.2     | 1.2       | .2    | 20.4      |
| 2001./02. | Sacramento         | 71         | 71        | 37.3      | .484      | .416      | .876      | 5.3     | 2.5     | 1.1       | .2    | 21.2      |
| 2002./03. | Sacramento         | 72         | 72        | 34.0      | .481      | .382      | .875      | 5.5     | 2.0     | 1.0       | .1    | 19.2      |
| 2003./04. | Sacramento         | 81         | 81        | 40.3      | .480      | .433      | .927      | 6.3     | 2.1     | 1.3       | .2    | 24.2      |
| 2004./05. | Sacramento         | 66         | 66        | 38.4      | .444      | .402      | .920      | 4.3     | 2.1     | 1.2       | .2    | 20.1      |
| 2005./06. | Sacramento Indiana | 31 40      | 31 40     | 37.0 36.4 | .403 .461 | .397 .404 | .933 .903 | 5.3 6.3 | 2.2 1.7 | .6        | .1 .2 | 16.5 19.5 |
| 2006./07. | NO/Oklahoma City   | 13         | 13        | 32.7      | .423      | .405      | .816      | 4.2     | .8      | .6        | .3    | 17.8      |
| 2007./08. | New Orleans        | 77         | 77        | 35.2      | .440      | .441      | .929      | 4.3     | 1.2     | .7        | .1    | 16.4      |
| 2008./09. | New Orleans        | 61         | 59        | 34.2      | .399      | .378      | .894      | 4.3     | 1.2     | .9        | .1    | 13.3      |
| 2009./10. | New Orleans        | 62         | 55        | 31.4      | .404      | .375      | .897      | 3.7     | 1.5     | .8        | .1    | 12.6      |
| 2010./11. | New Orleans        | 6          | 0         | 14.8      | .424      | .440      | .857      | 1.0     | 1.0     | .3        | .0    | 7.5       |
| 2010./11. | Toronto            | 2          | 0         | 11.0      | .700      | .667      | 1.000     | 1.5     | .5      | .0        | .0    | 10.0      |
| 2010./11. | Dallas             | 25         | 13        | 20.2      | .429      | .400      | .938      | 2.60    | .9      | .44       | .08   | 8.6       |
| Ukupno    |                    | 804        | 665       | 33.5      | .450      | .401      | .895      | 4.7     | 1.8     | .9        | .1    | 17.0      |
| All-Star  |                    | 3          | 0         | 14.3      | .364      | .385      | .000      | 2.0     | 1.0     | .3        | .0    | 7.0       |

### Doigravanje
| Godina    | Klub        | Odig. uta. | Uta. poč. | Min. | 2P%  | 3P%  | Sl. bac.% | Skok. | Asist. | Ukr. lop. | Blok. | Poena |
| --------- | ----------- | ---------- | --------- | ---- | ---- | ---- | --------- | ----- | ------ | --------- | ----- | ----- |
| 1998./99. | Sacramento  | 5          | 0         | 21.6 | .346 | .214 | 1.000     | 3.8   | .4     | .6        | .0    | 4.8   |
| 1999./00. | Sacramento  | 5          | 0         | 25.8 | .400 | .462 | .667      | 3.4   | .6     | .8        | .0    | 8.8   |
| 2000./01. | Sacramento  | 8          | 8         | 38.4 | .406 | .346 | .968      | 6.4   | .4     | .6        | .4    | 21.6  |
| 2001./02. | Sacramento  | 10         | 7         | 33.8 | .376 | .271 | .897      | 6.3   | 1.0    | .5        | .0    | 14.8  |
| 2002./03. | Sacramento  | 12         | 12        | 40.5 | .480 | .457 | .850      | 6.9   | 2.5    | .8        | .4    | 23.1  |
| 2003./04. | Sacramento  | 12         | 12        | 43.1 | .384 | .315 | .897      | 7.0   | 1.5    | 1.8       | .2    | 17.5  |
| 2004./05. | Sacramento  | 5          | 5         | 40.6 | .470 | .367 | .955      | 5.2   | 1.4    | .8        | .2    | 22.0  |
| 2005./06. | Indiana     | 2          | 2         | 25.5 | .444 | .000 | .857      | 4.5   | 2.0    | .5        | .5    | 11.0  |
| 2007./08. | New Orleans | 12         | 12        | 37.9 | .436 | .549 | .926      | 5.4   | .5     | .5        | .1    | 14.1  |
| 2008./09. | New Orleans | 5          | 5         | 32.4 | .367 | .308 | .923      | 2.8   | .4     | .8        | .2    | 11.2  |
| 2010./11. | Dallas      | 19         | 0         | 18.4 | .408 | .377 | .778      | 1.7   | .4     | .6        | .1    | 7.1   |
| Ukupno    |             | 95         | 63        | 32.7 | .418 | .376 | .900      | 4.9   | 1.0    | .8        | .2    | 14.4  |